# Habenaria
Habenaria är ett släkte av orkidéer. Habenaria ingår i familjen orkidéer.

## Bildgalleri

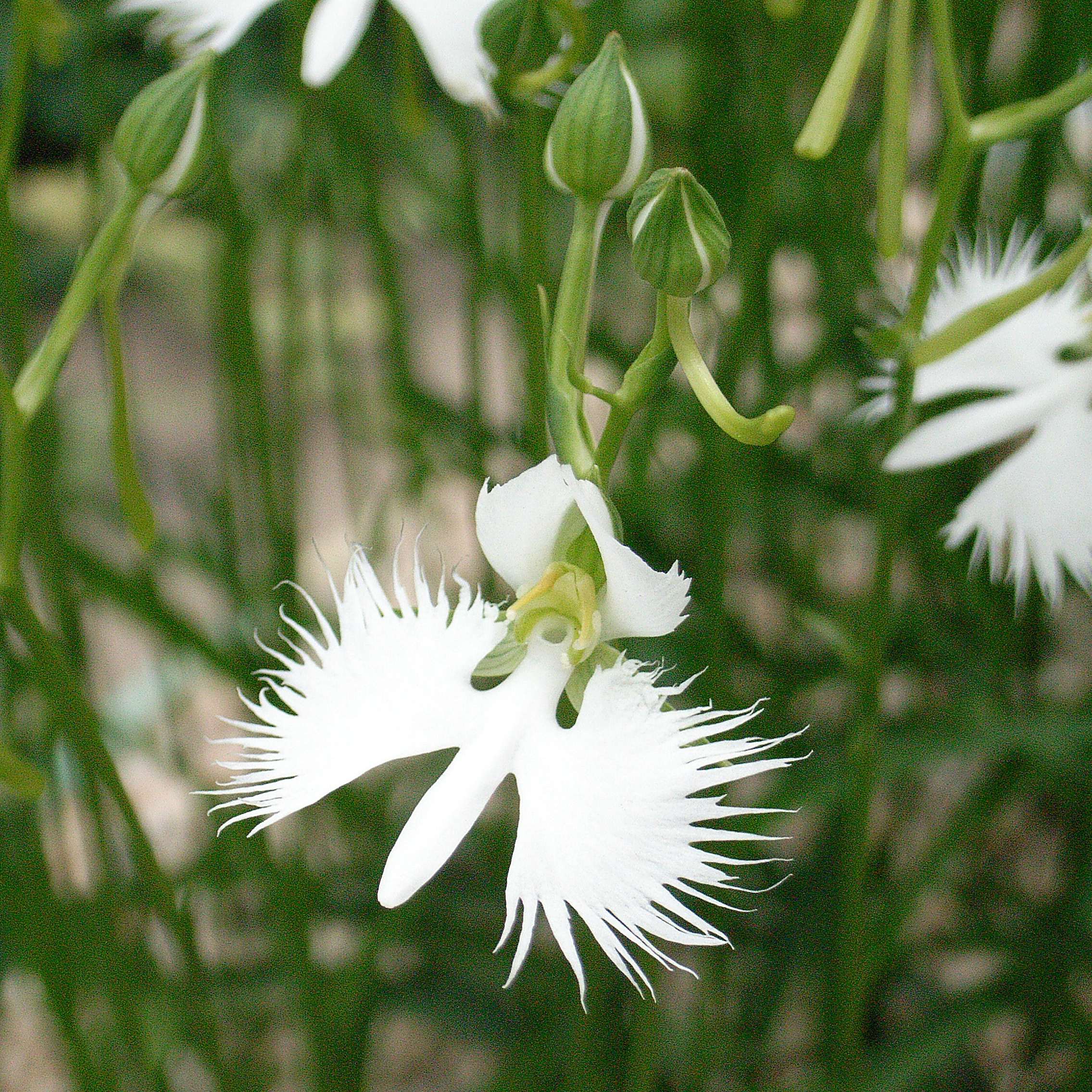
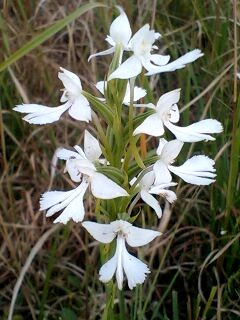
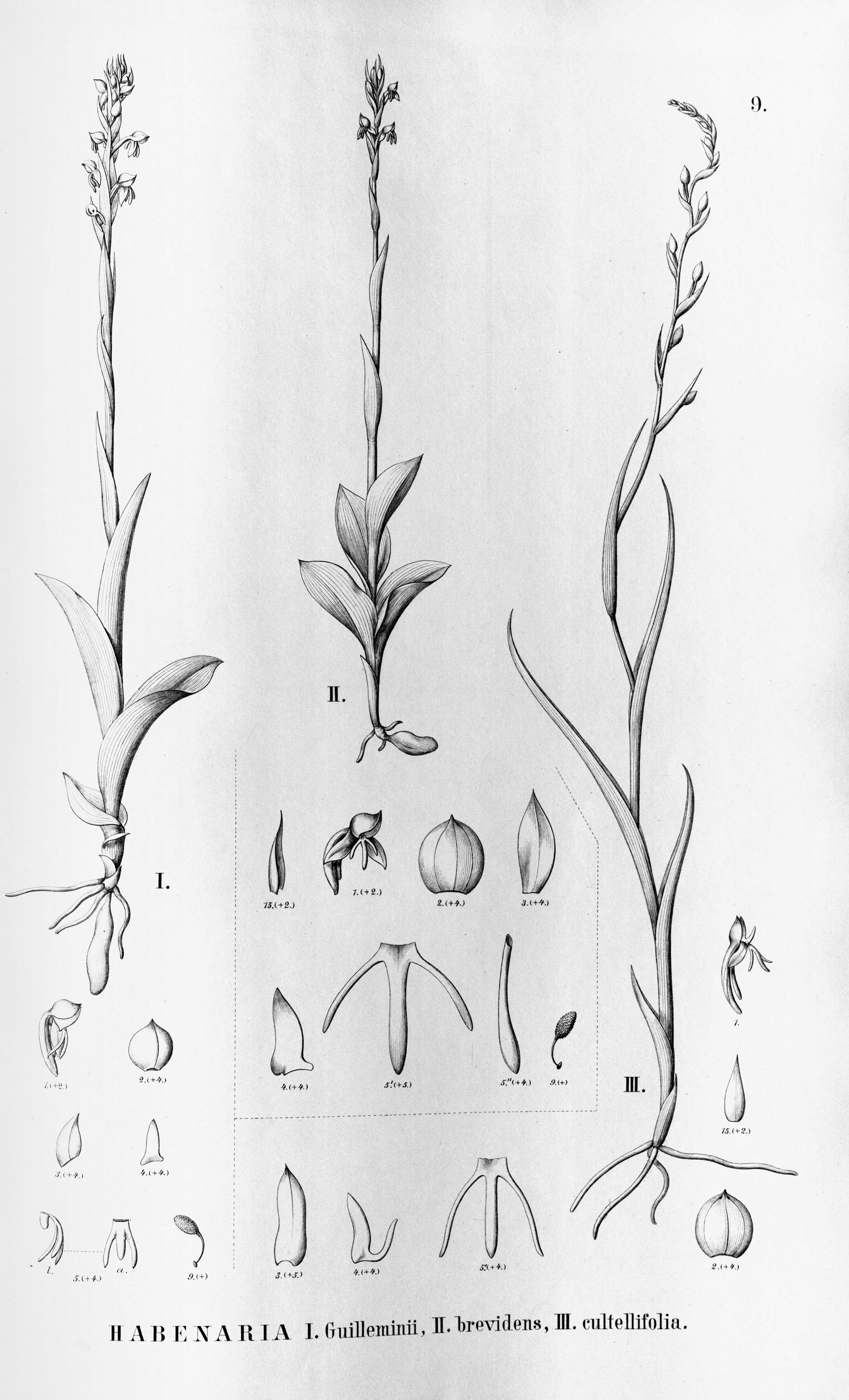
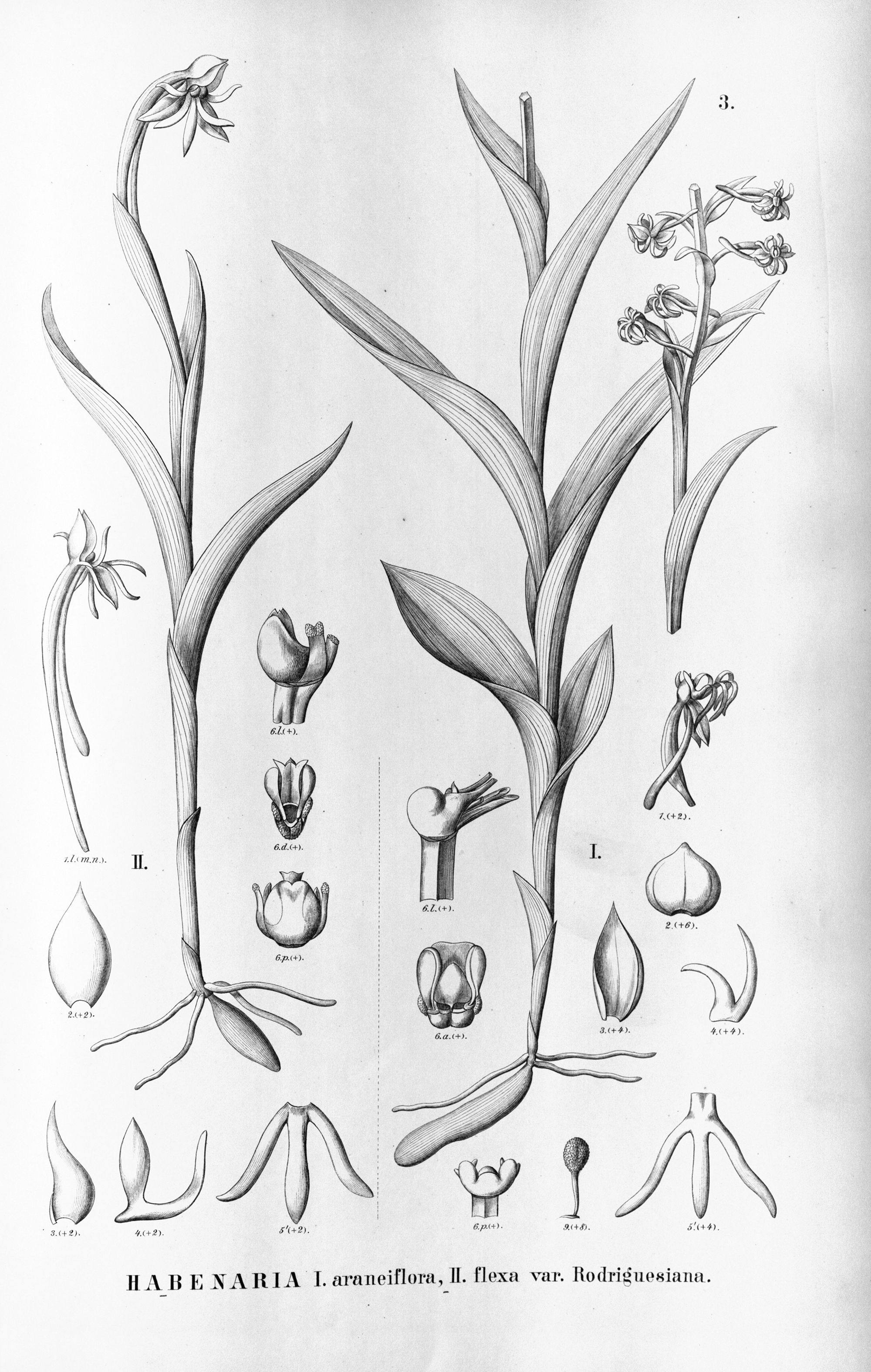
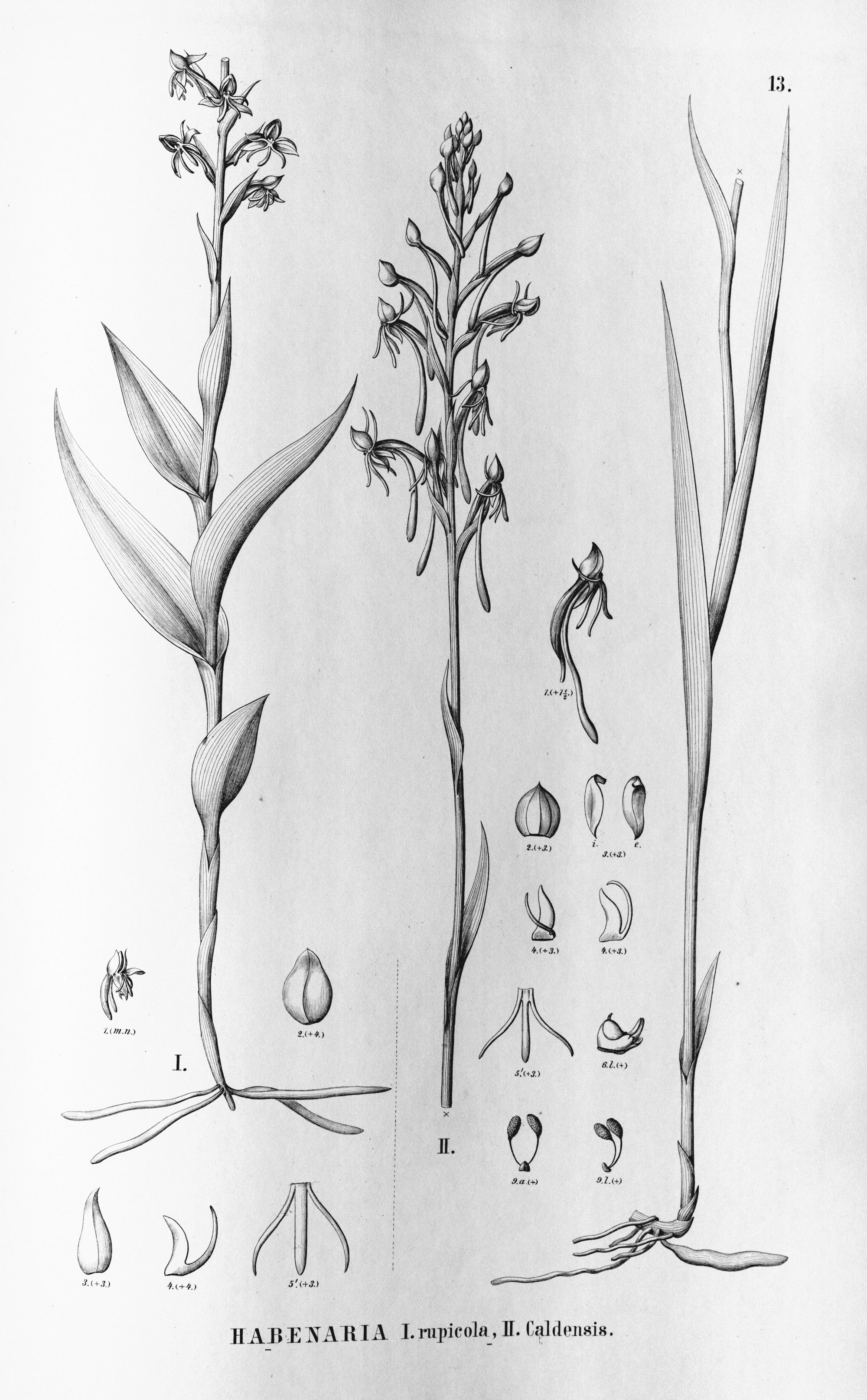
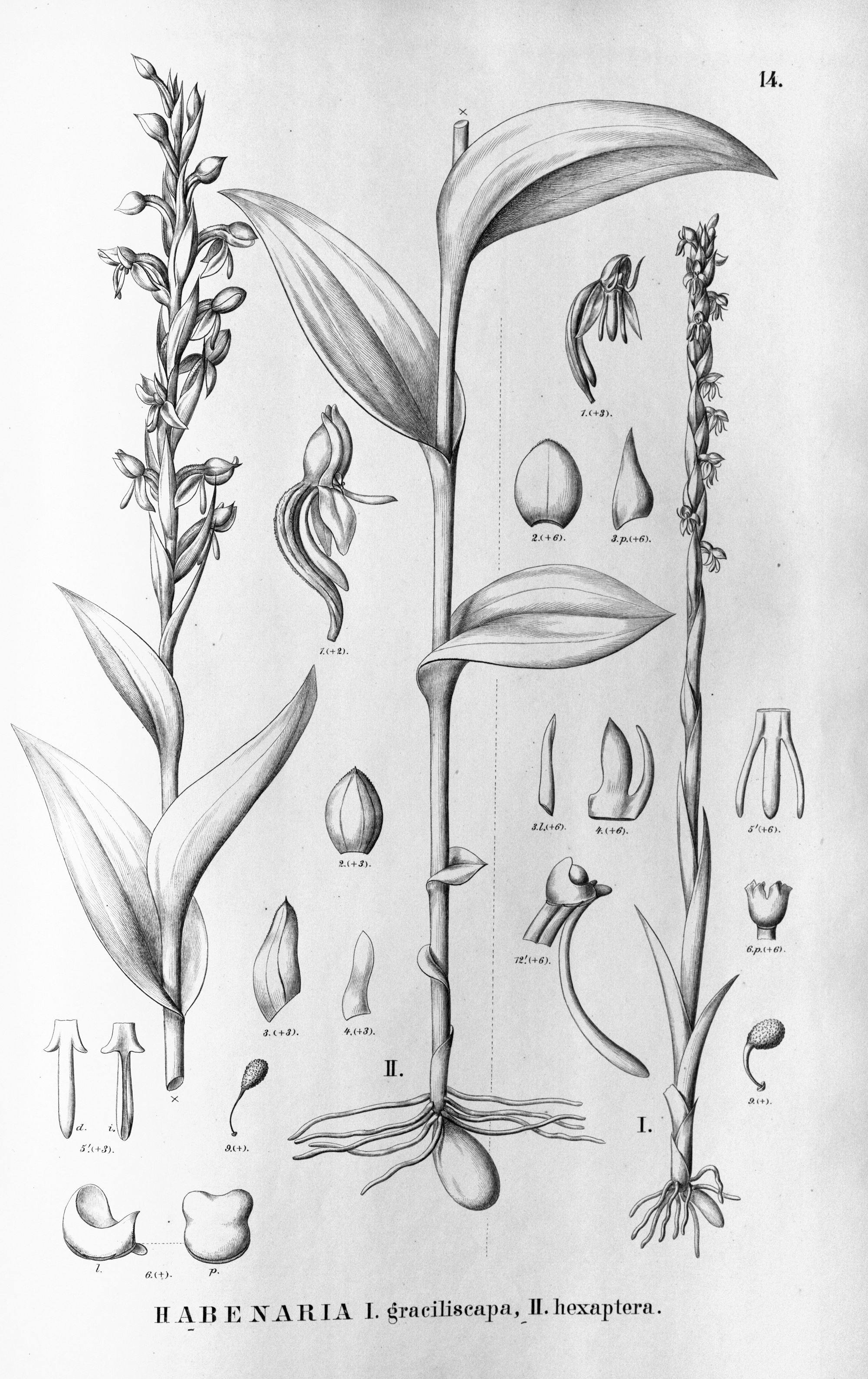

## Dottertaxa tillHabenaria, i alfabetisk ordning[1]
- Habenaria aberrans
- Habenaria abortiens
- Habenaria acalcarata
- Habenaria achnantha
- Habenaria achroantha
- Habenaria acianthoides
- Habenaria acuifera
- Habenaria acuminata
- Habenaria acuticalcar
- Habenaria adolphi
- Habenaria aethiopica
- Habenaria agapitae
- Habenaria agrestis
- Habenaria aitchisonii
- Habenaria alagensis
- Habenaria alata
- Habenaria albertii
- Habenaria albidorubra
- Habenaria alinae
- Habenaria alpestris
- Habenaria alta
- Habenaria alterosula
- Habenaria altior
- Habenaria amalfitana
- Habenaria amambayensis
- Habenaria amboinensis
- Habenaria ambositrana
- Habenaria amoena
- Habenaria amplexicaulis
- Habenaria amplifolia
- Habenaria anaphysema
- Habenaria andamanica
- Habenaria anguiceps
- Habenaria angustifolia
- Habenaria angustissima
- Habenaria anisitsii
- Habenaria ankylocentron
- Habenaria anomaliflora
- Habenaria antennifera
- Habenaria apetala
- Habenaria apiculata
- Habenaria arachnoides
- Habenaria arecunarum
- Habenaria arenaria
- Habenaria arenata
- Habenaria argentea
- Habenaria arianae
- Habenaria aricaensis
- Habenaria arietina
- Habenaria aristulifera
- Habenaria armata
- Habenaria armatissima
- Habenaria atrata
- Habenaria attenuata
- Habenaria auriculiloba
- Habenaria austrosinensis
- Habenaria avana
- Habenaria avicula
- Habenaria aviculoides
- Habenaria ayangannensis
- Habenaria bacata
- Habenaria backeri
- Habenaria baeuerlenii
- Habenaria bahiensis
- Habenaria balansae
- Habenaria balfouriana
- Habenaria baliensis
- Habenaria bangii
- Habenaria bantamensis
- Habenaria barbata
- Habenaria barbertonii
- Habenaria barnesii
- Habenaria barrina
- Habenaria batesii
- Habenaria bathiei
- Habenaria beccarii
- Habenaria beharensis
- Habenaria belloi
- Habenaria bequaertii
- Habenaria bermejoensis
- Habenaria berroana
- Habenaria bertauxiana
- Habenaria bicolor
- Habenaria bicornis
- Habenaria biflora
- Habenaria binghamii
- Habenaria boadanensis
- Habenaria boiviniana
- Habenaria boliviana
- Habenaria bonateoides
- Habenaria bongensium
- Habenaria bosseriana
- Habenaria bougainvilleae
- Habenaria brachyphylla
- Habenaria brachyphyton
- Habenaria brachyplectron
- Habenaria bracteosa
- Habenaria bractescens
- Habenaria brevidens
- Habenaria brevilabiata
- Habenaria brittonae
- Habenaria brownelliana
- Habenaria buchtienii
- Habenaria buettneriana
- Habenaria burttii
- Habenaria busseana
- Habenaria caldensis
- Habenaria calicis
- Habenaria calvilabris
- Habenaria canastrensis
- Habenaria candolleana
- Habenaria caranjensis
- Habenaria cardiostigmatica
- Habenaria carinata
- Habenaria carlotae
- Habenaria carnea
- Habenaria carvajaliana
- Habenaria castroi
- Habenaria cataphysema
- Habenaria cauda-porcelli
- Habenaria cavatibrachia
- Habenaria celebica
- Habenaria cephalotes
- Habenaria cerea
- Habenaria chejuensis
- Habenaria chirensis
- Habenaria chlorina
- Habenaria chlorosepala
- Habenaria christianii
- Habenaria ciliatisepala
- Habenaria ciliolaris
- Habenaria ciliosa
- Habenaria cirrhata
- Habenaria clareae
- Habenaria clarencensis
- Habenaria clavata
- Habenaria clypeata
- Habenaria cochleicalcar
- Habenaria coeloglossoides
- Habenaria cogniauxiana
- Habenaria commelinifolia
- Habenaria comorensis
- Habenaria compta
- Habenaria concinna
- Habenaria confusa
- Habenaria congesta
- Habenaria conopodes
- Habenaria conopsea
- Habenaria cornuta
- Habenaria cornutella
- Habenaria cortesii
- Habenaria corticicola
- Habenaria corydophora
- Habenaria corymbosa
- Habenaria costaricensis
- Habenaria coultousii
- Habenaria coxipoensis
- Habenaria crassicornis
- Habenaria crassipes
- Habenaria cribbiana
- Habenaria crinifera
- Habenaria cruciata
- Habenaria crucifera
- Habenaria cruciformis
- Habenaria cryptophila
- Habenaria cuevasiana
- Habenaria culicina
- Habenaria cultellifolia
- Habenaria cultrata
- Habenaria cultriformis
- Habenaria culveri
- Habenaria curranii
- Habenaria curvicalcar
- Habenaria curvilabra
- Habenaria dalzielii
- Habenaria damaiensis
- Habenaria davidii
- Habenaria debeerstiana
- Habenaria decaptera
- Habenaria decaryana
- Habenaria decorata
- Habenaria decumbens
- Habenaria decurvirostris
- Habenaria delavayi
- Habenaria demissa
- Habenaria dentata
- Habenaria denticulata
- Habenaria dentifera
- Habenaria dentirostrata
- Habenaria depressifolia
- Habenaria dichopetala
- Habenaria diffusa
- Habenaria digitata
- Habenaria dinklagei
- Habenaria diphylla
- Habenaria diplonema
- Habenaria diselloides
- Habenaria disparilis
- Habenaria distans
- Habenaria distantiflora
- Habenaria ditricha
- Habenaria divaricata
- Habenaria divergens
- Habenaria dives
- Habenaria dolichostachya
- Habenaria dracaenifolia
- Habenaria dregeana
- Habenaria drepanopetala
- Habenaria dryadum
- Habenaria dusenii
- Habenaria dutrae
- Habenaria edgarii
- Habenaria edwallii
- Habenaria egleriana
- Habenaria egregia
- Habenaria ekmaniana
- Habenaria elatius
- Habenaria elliptica
- Habenaria elongata
- Habenaria elwesii
- Habenaria engleriana
- Habenaria ensigera
- Habenaria entomantha
- Habenaria epipactidea
- Habenaria erichmichelii
- Habenaria erinacea
- Habenaria ernestii
- Habenaria ernesti-ulei
- Habenaria ernstii
- Habenaria erostrata
- Habenaria euryloba
- Habenaria eustachya
- Habenaria exaltata
- Habenaria excelsa
- Habenaria exilis
- Habenaria falcata
- Habenaria falcatopetala
- Habenaria falcicornis
- Habenaria falcigera
- Habenaria falciloba
- Habenaria fargesii
- Habenaria felipensis
- Habenaria ferdinandii
- Habenaria ferkoana
- Habenaria filicornis
- Habenaria filifera
- Habenaria finetiana
- Habenaria flabelliformis
- Habenaria flaccifolia
- Habenaria flexuosa
- Habenaria floribunda
- Habenaria fluminensis
- Habenaria foliosa
- Habenaria fordii
- Habenaria foxii
- Habenaria fulva
- Habenaria furcifera
- Habenaria fuscina
- Habenaria galactantha
- Habenaria galeandriformis
- Habenaria galipanensis
- Habenaria galpinii
- Habenaria garayana
- Habenaria geerinckiana
- Habenaria genuflexa
- Habenaria georgii
- Habenaria gilbertii
- Habenaria giriensis
- Habenaria glaucophylla
- Habenaria glazioviana
- Habenaria godefroyi
- Habenaria goetzeana
- Habenaria gollmeri
- Habenaria gonatosiphon
- Habenaria gonzaleztamayoi
- Habenaria gourlieana
- Habenaria goyazensis
- Habenaria gracilis
- Habenaria graciliscapa
- Habenaria grandifloriformis
- Habenaria greenwoodiana
- Habenaria guadalajarana
- Habenaria guaraensis
- Habenaria guentheriana
- Habenaria guilleminii
- Habenaria gustavo-edwallii
- Habenaria haareri
- Habenaria habenarioides
- Habenaria halata
- Habenaria hallbergii
- Habenaria hamata
- Habenaria hannae
- Habenaria harderi
- Habenaria harmsiana
- Habenaria harroldii
- Habenaria hassleriana
- Habenaria hastata
- Habenaria hatschbachii
- Habenaria hebes
- Habenaria heleogena
- Habenaria helicoplectrum
- Habenaria henscheniana
- Habenaria heptadactyla
- Habenaria heringeri
- Habenaria herminioides
- Habenaria hewittii
- Habenaria hexaptera
- Habenaria heyneana
- Habenaria hilsenbergii
- Habenaria hirsutissima
- Habenaria hirsutitrunci
- Habenaria hollandiana
- Habenaria hologlossa
- Habenaria holothrix
- Habenaria holotricha
- Habenaria holubii
- Habenaria horaliae
- Habenaria horsfieldiana
- Habenaria hosokawae
- Habenaria hosseusii
- Habenaria huberi
- Habenaria huillensis
- Habenaria humbertii
- Habenaria humidicola
- Habenaria humilior
- Habenaria humilis
- Habenaria hydrophila
- Habenaria hymenophylla
- Habenaria ibarrae
- Habenaria ichneumonea
- Habenaria imbricata
- Habenaria inaequiloba
- Habenaria incarnata
- Habenaria incompta
- Habenaria insolita
- Habenaria insularis
- Habenaria integrilabris
- Habenaria integripetala
- Habenaria intermedia
- Habenaria intrudens
- Habenaria irazuensis
- Habenaria isoantha
- Habenaria itaculumia
- Habenaria itatiayae
- Habenaria ituriensis
- Habenaria ixtlanensis
- Habenaria iyoensis
- Habenaria jacobii
- Habenaria jaegeri
- Habenaria jaguariahyvae
- Habenaria jaliscana
- Habenaria jardeliana
- Habenaria javanica
- Habenaria johannae
- Habenaria johannensis
- Habenaria jordanensis
- Habenaria josephensis
- Habenaria juruenensis
- Habenaria kabompoensis
- Habenaria kariniae
- Habenaria kassneriana
- Habenaria katangensis
- Habenaria keayi
- Habenaria keniensis
- Habenaria keyensis
- Habenaria khasiana
- Habenaria kilimanjari
- Habenaria kingii
- Habenaria kjellbergii
- Habenaria klossii
- Habenaria kolweziensis
- Habenaria koordersii
- Habenaria kornasiana
- Habenaria kornasiorum
- Habenaria korthalsiana
- Habenaria kraenzliniana
- Habenaria kyimbilae
- Habenaria lactiflora
- Habenaria laevigata
- Habenaria lagunae-sanctae
- Habenaria lamii
- Habenaria lancifolia
- Habenaria lankesteri
- Habenaria lastelleana
- Habenaria latifolia
- Habenaria laurentii
- Habenaria lavrensis
- Habenaria leandriana
- Habenaria lecardii
- Habenaria lefebureana
- Habenaria lehmanniana
- Habenaria leibergii
- Habenaria lelyi
- Habenaria leonensis
- Habenaria leon-ibarrae
- Habenaria leprieurii
- Habenaria leptantha
- Habenaria leptoceras
- Habenaria leptoloba
- Habenaria letestuana
- Habenaria letouzeyana
- Habenaria leucoceras
- Habenaria leucosantha
- Habenaria leucotricha
- Habenaria lewallei
- Habenaria libeniana
- Habenaria ligulata
- Habenaria limprichtii
- Habenaria lindblomii
- Habenaria lindleyana
- Habenaria linearifolia
- Habenaria linearis
- Habenaria linguella
- Habenaria linguicruris
- Habenaria linguiformis
- Habenaria lingulosa
- Habenaria linifolia
- Habenaria lisenarum
- Habenaria lisowskiana
- Habenaria lisowskii
- Habenaria lithophila
- Habenaria livingstoniana
- Habenaria lizbethae
- Habenaria lobbii
- Habenaria loerzingii
- Habenaria loloorum
- Habenaria longa
- Habenaria longicauda
- Habenaria longicorniculata
- Habenaria longicornu
- Habenaria longifolia
- Habenaria longipedicellata
- Habenaria longirostris
- Habenaria longitheca
- Habenaria lucaecapensis
- Habenaria lucida
- Habenaria ludibundiciliata
- Habenaria luentensis
- Habenaria luetzelburgii
- Habenaria luzmariana
- Habenaria macilenta
- Habenaria macraithii
- Habenaria macrandra
- Habenaria macrantha
- Habenaria macrodactyla
- Habenaria macronectar
- Habenaria macroplectron
- Habenaria macrostachya
- Habenaria macrostele
- Habenaria macrotidion
- Habenaria macrura
- Habenaria macruroides
- Habenaria macvaughiana
- Habenaria maderoi
- Habenaria magdalenensis
- Habenaria magnifica
- Habenaria magnirostris
- Habenaria magniscutata
- Habenaria mairei
- Habenaria maitlandii
- Habenaria malacophylla
- Habenaria malaisseana
- Habenaria malintana
- Habenaria malleifera
- Habenaria mandersii
- Habenaria mannii
- Habenaria marginata
- Habenaria mariae
- Habenaria marquisensis
- Habenaria massoniana
- Habenaria matudae
- Habenaria mayersii
- Habenaria mearnsii
- Habenaria mechowii
- Habenaria mediocris
- Habenaria medioflexa
- Habenaria medusa
- Habenaria meeana
- Habenaria megapotamensis
- Habenaria melanopoda
- Habenaria mello-leitonii
- Habenaria mesodactyla
- Habenaria mesophylla
- Habenaria micheliana
- Habenaria micholitziana
- Habenaria microceras
- Habenaria microsaccos
- Habenaria microstylina
- Habenaria mientienensis
- Habenaria miguelii
- Habenaria millei
- Habenaria minimiflora
- Habenaria mira
- Habenaria mirabilis
- Habenaria mitodes
- Habenaria modestissima
- Habenaria monadenioides
- Habenaria monogyne
- Habenaria monorrhiza
- Habenaria montevidensis
- Habenaria montis-wilhelminae
- Habenaria montolivaea
- Habenaria mosambicensis
- Habenaria mossii
- Habenaria multicaudata
- Habenaria multipartita
- Habenaria muricata
- Habenaria myodes
- Habenaria myriotricha
- Habenaria mystacina
- Habenaria nabucoi
- Habenaria nalbesiensis
- Habenaria nautiloides
- Habenaria ndiana
- Habenaria nematocerata
- Habenaria nemorosa
- Habenaria nicholsonii
- Habenaria nigerica
- Habenaria nigrescens
- Habenaria nilssonii
- Habenaria njamnjamica
- Habenaria nogeirana
- Habenaria notabilis
- Habenaria novaehiberniae
- Habenaria novaesii
- Habenaria novemfida
- Habenaria nuda
- Habenaria nyikana
- Habenaria nyikensis
- Habenaria obovata
- Habenaria obtusa
- Habenaria occidentalis
- Habenaria occlusa
- Habenaria ochroleuca
- Habenaria odorata
- Habenaria oerstedii
- Habenaria orchiocalcar
- Habenaria oreophila
- Habenaria orthocentron
- Habenaria ortiziana
- Habenaria pabstii
- Habenaria paivaeana
- Habenaria pallideviridis
- Habenaria panchganiensis
- Habenaria panigrahiana
- Habenaria pantlingiana
- Habenaria papyracea
- Habenaria paradiseoides
- Habenaria paranaensis
- Habenaria parva
- Habenaria parvicalcarata
- Habenaria parvidens
- Habenaria parviflora
- Habenaria parvipetala
- Habenaria pasmithii
- Habenaria patentiloba
- Habenaria paucipartita
- Habenaria paulensis
- Habenaria paulistana
- Habenaria pauper
- Habenaria pectinata
- Habenaria pelorioides
- Habenaria pentadactyla
- Habenaria perbella
- Habenaria peristyloides
- Habenaria periyarensis
- Habenaria perpulchra
- Habenaria perrottetiana
- Habenaria petalodes
- Habenaria petelotii
- Habenaria petitiana
- Habenaria petraea
- Habenaria petrogeiton
- Habenaria petromedusa
- Habenaria phantasma
- Habenaria philopsychra
- Habenaria phylacocheira
- Habenaria physuriformis
- Habenaria pilosa
- Habenaria pinnatipartita
- Habenaria pinzonii
- Habenaria piraquarensis
- Habenaria plantaginea
- Habenaria platanthera
- Habenaria platyanthera
- Habenaria plectromaniaca
- Habenaria pleiophylla
- Habenaria plurifoliata
- Habenaria poilanei
- Habenaria polycarpa
- Habenaria polyodon
- Habenaria polyschista
- Habenaria polytricha
- Habenaria ponerostachys
- Habenaria porphyricola
- Habenaria praealta
- Habenaria praecox
- Habenaria praestans
- Habenaria praetermissa
- Habenaria pratensis
- Habenaria prazeri
- Habenaria pringlei
- Habenaria prionocraspedon
- Habenaria procera
- Habenaria propinquior
- Habenaria psammophila
- Habenaria pseudocaldensis
- Habenaria pseudociliosa
- Habenaria pseudoculicina
- Habenaria pseudofilifera
- Habenaria pseudoglaucophylla
- Habenaria pseudohamata
- Habenaria pseudoplatycoryne
- Habenaria pterocarpa
- Habenaria pubescens
- Habenaria pubidactyla
- Habenaria pubidens
- Habenaria pubipetala
- Habenaria pumila
- Habenaria pumiloides
- Habenaria pungens
- Habenaria purdiei
- Habenaria pycnostachya
- Habenaria pygmaea
- Habenaria quadrata
- Habenaria quadrifolia
- Habenaria quartiniana
- Habenaria quartzicola
- Habenaria quinqueseta
- Habenaria ramayyana
- Habenaria rariflora
- Habenaria rautaneniana
- Habenaria readei
- Habenaria rechingeri
- Habenaria recta
- Habenaria reflexa
- Habenaria regnellii
- Habenaria reniformis
- Habenaria renziana
- Habenaria repens
- Habenaria reticulata
- Habenaria retinervis
- Habenaria retroflexa
- Habenaria rhodocheila
- Habenaria rhopalostigma
- Habenaria richardiana
- Habenaria richardii
- Habenaria richardsiae
- Habenaria ridleyana
- Habenaria riparia
- Habenaria rivae
- Habenaria robbrechtiana
- Habenaria robinsonii
- Habenaria robusta
- Habenaria robustior
- Habenaria rodeiensis
- Habenaria rodgeri
- Habenaria rodriguesii
- Habenaria roemeriana
- Habenaria rolfeana
- Habenaria roraimensis
- Habenaria rosilloana
- Habenaria rostellifera
- Habenaria rostrata
- Habenaria rosulata
- Habenaria rosulifolia
- Habenaria rotundiloba
- Habenaria roxburghii
- Habenaria ruizii
- Habenaria rumphii
- Habenaria rupestris
- Habenaria rupicola
- Habenaria rzedoswkiana
- Habenaria rzedowskii
- Habenaria sacculata
- Habenaria sagittifera
- Habenaria salaccensis
- Habenaria samoensis
- Habenaria sanfordiana
- Habenaria santensis
- Habenaria saprophytica
- Habenaria sceptrophora
- Habenaria sceptrum
- Habenaria schaffneri
- Habenaria schaijesii
- Habenaria schenckii
- Habenaria schimperiana
- Habenaria schindleri
- Habenaria schnittmeyeri
- Habenaria schomburgkii
- Habenaria schultzei
- Habenaria schwackei
- Habenaria secunda
- Habenaria secundiflora
- Habenaria selerorum
- Habenaria setacea
- Habenaria seticauda
- Habenaria setifolia
- Habenaria shweliensis
- Habenaria siamensis
- Habenaria sigillum
- Habenaria silvatica
- Habenaria simillima
- Habenaria simplex
- Habenaria singapurensis
- Habenaria singularis
- Habenaria snowdenii
- Habenaria sochensis
- Habenaria socorroae
- Habenaria socotrana
- Habenaria spanophytica
- Habenaria spathiphylla
- Habenaria spathulifera
- Habenaria spatulifolia
- Habenaria spencei
- Habenaria spiraloides
- Habenaria splendens
- Habenaria splendentior
- Habenaria sprucei
- Habenaria stenoceras
- Habenaria stenochila
- Habenaria stenopetala
- Habenaria stenophylla
- Habenaria stenorhynchos
- Habenaria stolzii
- Habenaria strangulans
- Habenaria strictissima
- Habenaria stylites
- Habenaria suaveolens
- Habenaria subaequalis
- Habenaria subandina
- Habenaria subarmata
- Habenaria subauriculata
- Habenaria subfiliformis
- Habenaria subviridis
- Habenaria superflua
- Habenaria supervacanea
- Habenaria supplicans
- Habenaria sylvicultrix
- Habenaria szechuanica
- Habenaria szlachetkoana
- Habenaria taeniodema
- Habenaria tahitensis
- Habenaria talaensis
- Habenaria tentaculigera
- Habenaria tequilana
- Habenaria ternatea
- Habenaria tetraceras
- Habenaria thailandica
- Habenaria theodorii
- Habenaria thomana
- Habenaria thomsonii
- Habenaria tianae
- Habenaria tibetica
- Habenaria tisserantii
- Habenaria tomentella
- Habenaria tonkinensis
- Habenaria torricellensis
- Habenaria tortilis
- Habenaria tosariensis
- Habenaria trachypetala
- Habenaria transvaalensis
- Habenaria trichaete
- Habenaria trichoglossa
- Habenaria trichosantha
- Habenaria tricruris
- Habenaria tridactylites
- Habenaria tridens
- Habenaria trifida
- Habenaria trifurcata
- Habenaria trilobulata
- Habenaria triplonema
- Habenaria triquetra
- Habenaria tropophila
- Habenaria truncata
- Habenaria tsaratananensis
- Habenaria tubifolia
- Habenaria tweedieae
- Habenaria tysonii
- Habenaria ugandensis
- Habenaria uhehensis
- Habenaria ulei
- Habenaria uliginosa
- Habenaria umbraticola
- Habenaria uncata
- Habenaria uncatiloba
- Habenaria uncicalcar
- Habenaria uncinata
- Habenaria undulata
- Habenaria unellezii
- Habenaria unguilabris
- Habenaria unifoliata
- Habenaria urbaniana
- Habenaria uruguayensis
- Habenaria vaginata
- Habenaria walleri
- Habenaria vandenbergheniana
- Habenaria vanoverberghii
- Habenaria warburgana
- Habenaria variabilis
- Habenaria warmingii
- Habenaria vasquezii
- Habenaria vatia
- Habenaria weberiana
- Habenaria weileriana
- Habenaria velutina
- Habenaria welwitschii
- Habenaria ventricosa
- Habenaria wercklei
- Habenaria verdickii
- Habenaria vermeuleniana
- Habenaria vesiculosa
- Habenaria vidua
- Habenaria williamsii
- Habenaria villosa
- Habenaria virens
- Habenaria viridiflora
- Habenaria vollesenii
- Habenaria wolongensis
- Habenaria woodii
- Habenaria xanthantha
- Habenaria xanthochlora
- Habenaria xochitliae
- Habenaria yezoensis
- Habenaria yomensis
- Habenaria yuana
- Habenaria yungasensis
- Habenaria zambesina
- Habenaria zamudioana
- Habenaria zephyrica
- Habenaria zollingeri